# Orsa Finnmark
Orsa Finnmark er et område i det nordøstlige Dalarna, som gennemkrydses af europavej E45 og Inlandsbanan. Som så mange andre finnmarker kendetegnes området på sin perifere beliggenhed i forhold til større bebyggelser, der som sådan savnes i selve området.Tandsjöborg, Hamra og Håven er sådanne tre byer. Ved Hamra ligger Hamra Nationalpark. Den første og dermed ældste bebyggelse i Orsa Finnmark er Björkberg (Lehtomäki) fra 1618. I Orsa finnmark ligger Tackåsen, hvor det svenske bjørneforskningsprojekt har sit hovedkvarter.
Orsa Finnmark er delt mellem kommunerne Orsa, Rättvik og Ljusdal. Dette fører blandt andet til, at børn, som bor relativt tæt på hinanden, men på hver side af en kommunegrænse, tvinges til at gå i forskellige skoler, ofte adskillige mil fra hinanden.[kilde mangler] Orsa Finnmarkskommitéen oprettedes i slutningen af 1980'erne af Tommy Lindberg fra Håven og Erik Mattson fra Björkberg for at skabe samarbejde over både kommune- og länsgrænserne. Finnmarkskommittéen udgiver blandt andet tidsskriftet Finnmarksbladet.